# Нуржау
Нуржау (каз. Нұржау) — село в Курмангазинском районе Атырауской области Казахстана. Административный центр Нуржауского сельского округа. Код КАТО — 234659100.

## Население
В 1999 году население села составляло 2034 человека (971 мужчина и 1063 женщины). По данным переписи 2009 года, в селе проживало 2065 человек (1018 мужчин и 1047 женщин).